# Taureaux de Guisando
Les Taureaux de Guisando sont un groupe de quatre statues zoomorphes de granit, datant des IIIe et IIe siècles av. J.-C., situé sur le territoire municipal d'El Tiemblo (province d'Ávila), à l'ouest de Madrid. 
Ces statues font partie d'un ensemble de verracos de piedra (« verrats de pierre ») d’environ quatre cents sculptures représentant des porcins ou des bovins, disséminées dans la partie centre-ouest de la péninsule Ibérique, la province d'Ávila en comptant plus de cent. 

## Localisation
El Tiemblo est situé à environ 20 km au sud-est d'Ávila, 50 km à l'ouest de Madrid et 60 km au nord-ouest de Tolède.
Le groupe de statue se trouve sur la colline de Guisando (Cerro de Guisando) qui fait partie de la sierra de Gredos, tout près de l'arroyo de Tortolas, cours d'eau qui marque approximativement la limite entre la province d'Ávila (Castille-et-León) et la Communauté de Madrid.

## Description
Les statues zoomorphes de Guisando ont une longueur de 2,5 mètres et représentent des taureaux. 
Les animaux sont représentés debout sur une ligne orientée nord-sud, la tête tournée vers l'ouest.
Ils sont dotés de signes sexuels exacerbés[pas clair]. 
Certains[pas clair] portent des marques sur le train arrière (dorsuale, signe que l’on appliquait aux animaux emmenés à l’abattoir) et des orifices sur la tête, probablement destinés à des cornes.

## Fonction
On ignore leur signification et leur fonction exactes : déités préromaines, protecteurs du bétail, monuments funéraires, jalons territoriaux ou repères de transhumance ?

## Le traité des Taureaux de Guisando (1468)
La tradition affirme que c’est à cet endroit qu’en septembre 1468 a été signé le traité des Taureaux de Guisando, accord par lequel l'infante Isabelle a été reconnue comme héritière présomptive du royaume de Castille par son demi-frère, le roi Henri IV, au détriment de l'infante Jeanne (la Beltraneja), fille du roi.

## Mentions littéraires
Les Taureaux de Guisando sont mentionnés par Cervantès (Don Quichotte, chapitre XIV) et par Federico García Lorca dans Llanto por la muerte de Ignacio Sánchez Mejías, en l'honneur d'un torero et homme de lettres (1891-1934).